# Passion Pit
I Passion Pit sono un gruppo musicale statunitense, formatosi nel 2007.

## Storia del gruppo
Il gruppo si forma nel 2007 a Boston, città in cui la maggior parte dei membri frequenta il Berklee College of Music. L'EP di debutto della band, contenente 4 brani, viene pubblicato nel settembre 2008 e prende il nome di Chunk of Change. Alcune delle canzoni che caratterizzano l'EP, tra cui il singolo Sleepyhead, vengono utilizzate in campagne pubblicitarie, suscitando curiosità nel pubblico. Il primo LP del gruppo arriva nel maggio 2009 e si intitola Manners (Frenchkiss, Columbia Records). L'album è stato pubblicato anche in Canada e Regno Unito e include i singoli The Reeling, To Kingdom Come e Let Your Love Grow Tall. Alcune canzoni, anche in questo caso, vengono usate per spot televisivi, ma anche telefilm come Ugly Betty, Gossip Girl e Skins, e videogiochi (FIFA 10).
Nel giugno 2009 si esibiscono al Glastonbury Festival di Pilton. Nell'aprile 2010 pubblicano una versione "deluxe" dell'album d'esordio, che include tre tracce aggiuntive, tra cui la cover di Dreams dei Cranberries.
Nello stesso anno sono "open act" in molte tappe americane dei Muse.
Nel maggio 2012 pubblicano il singolo Take a Walk, che anticipa l'uscita del secondo album e che raggiunge la quarta posizione nella classifica americana e la prima in quella canadese. Nel luglio successivo pubblicano l'album Gossamer, che raggiunge la quarta posizione nella classifica di vendita.
Nel corso della carriera hanno anche fatto molti remix, tra cui brani di The Smashing Pumpkins, Phoenix e The Ting Tings.
Nell'aprile 2015 pubblicano il terzo album in studio.

## Formazione
- Michael Angelakos - voce, tastiere
- Ian Hultquist - tastiere, chitarra
- Xander Singh - synth, campionatore
- Jeff Apruzzese - basso
- Nate Donmoyer - batteria

## Discografia

### Album
- Manners  (2009)
- Gossamer (2012)
- Kindred (2015)

### EP
- Chunk of Change (2008)

### Singoli
- Sleepyhead (2008)
- The Reeling (2009)
- To Kingdom Come (2009)
- Little Secrets (2009)
- Take a Walk (2012)
- I'll Be Alright (2012)
- Constant Conversations (2012)
- Carried Away (2013)